# Martin Stahnke
Martin Stahnke (Briesen, Brandenburg, 11 de novembre de 1888 in – Frankfurt am Main, 28 de febrer de 1969) va ser un remer alemany que va competir a començaments del segle xx.
El 1908 va prendre part en els Jocs Olímpics de Londres, on guanyà la medalla de bronze en la prova de dos sense timoner del programa de rem, junt a Willy Düskow.
Quatre anys més tard disputà la prova de scull individual als Jocs d'Estocolm, però quedà eliminat en quarts de final.